# The Bravery
The Bravery ist eine US-amerikanische Rockband, die Anfang 2003 in New York gegründet wurde. Ihre Musik enthält deutliche Einflüsse des US-amerikanischen Post-Punks und New Waves der 1980er-Jahre.

## Geschichte
Als Anfang März 2005 die Single An Honest Mistake erschien, stieg sie sofort auf Platz 7 der britischen Singlecharts ein. Das zwei Wochen später veröffentlichte Album The Bravery erreichte Platz 5.
The Bravery spielten als Vorband auf der Europatour von Depeche Mode im Jahr 2006. Sie spielten auch 2008 als Vorband für die Europa-Tour von Linkin Park.
Am 22. Mai 2007 erschien ein weiteres Album The Sun and the Moon, welches deutlich weniger elektronische Elemente als der Vorgänger The Bravery besitzt. Die Veröffentlichung des bisher letzten Albums, Stir the Blood, war am 12. Januar 2009.
Am 5. August 2011 spielte die Band ihr vorerst letztes Konzert auf der Pferderennbahn Del Mar Racetrack in Kalifornien und war danach inaktiv, wobei von Sänger Sam Endicott dies 2014 als eine „unbefristete Pause“ bezeichnet wurde. Fast zehn Jahre nach dem letzten Auftritt, am 31. Juli 2021, bestätigte die Website von The Bravery die Rückkehr der Gruppe. Am 17. November 2021 war der Auftakt für weitere Aktivitäten im 350 Personen fassenden Rickshaw Stop in San Francisco. Am 21. November 2021 trat die Band auf dem Corona Capital Festival in Mexiko-Stadt auf. Der erste Auftritt in den USA folgte allerdings erst wieder über ein Jahr später, am 13. Mai 2023, auf dem Just Like Heaven Fest in Pasadena in Kalifornien.

## Diskografie

### Alben
- 2005: The Bravery
- 2007: The Sun and the Moon
- 2009: Stir the Blood

### Singles
- 2005: An Honest Mistake
- 2005: Fearless
- 2005: Unconditional
- 2007: Time Won’t Let Me Go
- 2007: Believe (US: Gold)
- 2009: Slow Poison
- 2010: Ours